# Primero soy mexicana
Primero soy mexicana es el nombre del segundo álbum de estudio y primero en solitario grabado por la cantante mexicana Ángela Aguilar. Fue lanzado al mercado bajo el sello discográfico Machin Records el 2 de marzo de 2018. El álbum fue producido por el padre de Aguilar, el cantante  mexicano Pepe Aguilar y presenta música de ranchera y mariachi. El título está inspirado en la primera película de su abuela Flor Silvestre, Primero soy mexicano.
El álbum obtuvo una nominación al Grammy Latino al Mejor Álbum Ranchero en la 19.ª edición de los Premios Grammy Latinos en 2018 y una nominación al Grammy al Mejor Álbum de Música Regional Mexicana en la 61.ª edición de los Premios Grammy en 2019.

## Grabaciones
Primero soy mexicana presenta once canciones rancheras bien conocidas interpretadas anteriormente por otros artistas que Aguilar considera artistas femeninas fuertes en el género ranchera. La primera canción, «Ya no me interesas», fue grabada previamente por la cantante mexicana Lucha Villa en su álbum de 1985, Interpreta a Juan Gabriel. La segunda canción, «Corazoncito tirano», fue escrita e interpretada por el cantautor mexicano Cuco Sánchez en su álbum de 1990 La Voz de México. La tercera canción, «Cielito lindo», ha sido cantada por una gran cantidad de artistas que se remontan a principios del siglo XIX. La cuarta canción, «La tequilera», fue cantada previamente por Lucha Villa en su álbum de 1967 que lleva el mismo nombre. La quinta pista del álbum, «Cielo rojo», fue grabada por primera vez por la abuela de Aguilar, Flor Silvestre en 1957, y es reconocida como el avance en su carrera musical.
La sexta canción, «Tu sangre en mi cuerpo», fue compuesta por José Luis Ortega de Río Roma para el álbum de 2016 de su hijo, Como tu sangre en mi cuerpo. La séptima pista, «La llorona», ha sido interpretada por muchos artistas, en particular, Chavela Vargas y Eugenia León. La octava grabación, «La basurita», fue realizada previamente por Flor Silvestre en su álbum homónimo de 1958. La novena canción, «Cucurrucucú paloma», fue escrita e interpretada por Tomás Méndez en 1954. La décima pista, «Paloma negra», también fue escrita por Méndez y lanzada por Rocío Jurado en su álbum de 1979 Canta con Mariachi. La canción final, «Me gustas mucho», fue compuesta por el cantautor mexicano Juan Gabriel para la cantante española Rocío Dúrcal en 1978.

## Recepción
Primero Soy Mexicana se incluyó en la lista de los 20 Mejores Álbumes Latinos de 2018 de la revista Billboard, clasificada en el número trece. La revista proclamó que Aguilar "... [es] un artista que querrás mantener en tu radar".
El álbum fue nominado para un Premio Grammy Latino al Mejor Álbum Ranchero/Mariachi en la 19.ª edición de los Premios Grammy Latinos en 2018, que fue otorgada a Luis Miguel para ¡México por siempre!. Aguilar también fue nominado a Mejor Artista Nuevo, pero perdió ante la cantante colombiana Karol G. En la ceremonia, Aguilar realizó una interpretación de «La llorona», y recibió una ovación de pie. La grabación también obtuvo una nominación para un Premio Grammy al Mejor Álbum de Música Regional Mexicana en la 61.ª edición de los Premios Grammy en 2019, que también fue para Luis Miguel por ¡México por siempre! Aguilar interpretó «La llorona» en la ceremonia previa a la transmisión con las cantantes mexicanas Aída Cuevas y Natalia Lafourcade.

## Lista de canciones
| N.º | Título                                            | Escritor(es)                 | Duración |  |
| 1.  | «Ya no me interesas»                              | Alberto Aguilera Valadez     | 2:24     |  |
| 2.  | «Corazoncito tirano»                              | José Refugio Sánchez Saldaña | 2:27     |  |
| 3.  | «Cielito lindo»                                   | Quirino Mendoza y Cortés     | 4:31     |  |
| 4.  | «La tequilera»                                    | Alfredo d’Orsay              | 3:93     |  |
| 5.  | «Cielo rojo»                                      | Juan Záizar Torres           | 3:55     |  |
| 6.  | «Tu sangre en mi cuerpo» (featuring Pepe Aguilar) | José Luis Ortega Castro      | 3:58     |  |
| 7.  | «La llorona»                                      | Andrés Henestrosa            | 8:10     |  |
| 8.  | «La basurita»                                     | Juan Záizar Torres           | 2:28     |  |
| 9.  | «Cucurrucucú paloma»                              | Tomás Méndez Sosa            | 4:18     |  |
| 10. | «Paloma negra»                                    | Tomás Méndez Sosa            | 3:29     |  |
| 11. | «Me gustas mucho»                                 | Alberto Aguilera Valadez     | 2:50     |  |

## Posicionamiento en listas
| México | Top 20 (AMPROFON) | 6 |